# Йон Владою
Йон Владою (рум. Ion Vlădoiu, нар. 5 листопада 1968, Келінешть) — румунський футболіст, що грав на позиції нападника.
Виступав, зокрема, за клуби «Стяуа» та «Кельн», а також національну збірну Румунії.
П'ятиразовий чемпіон Румунії. Триразовий володар Кубка Румунії.

## Клубна кар'єра
У дорослому футболі дебютував 1987 року виступами за команду «Арджеш», в якій провів три сезони, взявши участь у 75 матчах чемпіонату. 
Своєю грою за цю команду привернув увагу представників тренерського штабу клубу «Стяуа», до складу якого приєднався 1990 року. Відіграв за бухарестську команду наступні три сезони своєї ігрової кар'єри. Більшість часу, проведеного у складі «Стяуа», був основним гравцем атакувальної ланки команди. За цей час виборов титул чемпіона Румунії.
Згодом з 1993 по 1996 рік грав у складі команд «Рапід» (Бухарест) та «Стяуа». Протягом цих років додав до переліку своїх трофеїв ще два титули чемпіона Румунії.
У 1996 році уклав контракт з клубом «Кельн», у складі якого провів наступні два роки своєї кар'єри гравця. Граючи у складі «Кельна» також здебільшого виходив на поле в основному складі команди.
Протягом 1998—2004 років захищав кольори клубів «Динамо» (Бухарест), «Кікерс» (Оффенбах), «Стяуа», «Арджеш» та «Університатя» (Крайова). Протягом цих років додав до переліку своїх трофеїв ще один титул чемпіона Румунії, знову ставав чемпіоном Румунії, володарем Кубка Румунії.
Завершив ігрову кар'єру у команді УТА (Арад), за яку виступав протягом 2004 року.

## Виступи за збірну
У 1992 році дебютував в офіційних матчах у складі національної збірної Румунії.
У складі збірної був учасником чемпіонату світу 1994 року у США, чемпіонату Європи 1996 року в Англії.
Загалом протягом кар'єри в національній команді, яка тривала 9 років, провів у її формі 28 матчів, забивши 2 голи.

## Титули і досягнення

### Командні
- Чемпіон Румунії (5):

«Стяуа»: 1992—1993, 1993—1994, 1995—1996, 2000—2001
«Динамо» (Бухарест): 1999—2000
- Володар Кубка Румунії (3):

«Стяуа»: 1991—1992, 1995—1996
«Динамо» (Бухарест): 1999—2000
- Володар Суперкубка Румунії (2):

«Стяуа»: 1994, 1995

### Особисті
- Найкращий бомбардир чемпіонату Румунії: 1995—1996 (25)